# Podział administracyjny Kościoła katolickiego w Ameryce Południowej

## Argentyna

### Obrządek łaciński

#### Metropolia Bahía Blanca
- Archidiecezja Bahía Blanca
  - Diecezja Alto Valle del Río Negro
  - Diecezja Comodoro Rivadavia
  - Diecezja Río Gallegos
  - Diecezja San Carlos de Bariloche
  - Diecezja Santa Rosa
  - Diecezja Viedma
  - Prałatura terytorialna Esquel

#### Metropolia Buenos Aires
- Archidiecezja Buenos Aires
  - Diecezja Avellaneda-Lanús
  - Diecezja Gregorio de Laferrère
  - Diecezja Lomas de Zamora
  - Diecezja Morón
  - Diecezja Merlo-Moreno
  - Diecezja San Isidro
  - Diecezja San Justo
  - Diecezja San Martín
  - Diecezja San Miguel

#### Metropolia Córdoba
- Archidiecezja Córdoba
  - Diecezja Cruz del Eje
  - Diecezja Villa de la Concepción del Río Cuarto
  - Diecezja San Francisco
  - Diecezja Villa María
  - Prałatura terytorialna Deán Funes

#### Metropolia Corrientes
- Archidiecezja Corrientes
  - Diecezja Goya
  - Diecezja Oberá
  - Diecezja Posadas
  - Diecezja Puerto Iguazú
  - Diecezja Santo Tomé

#### Metropolia La Platy
- Archidiecezja La Platy
  - Diecezja Azul
  - Diecezja Chascomús
  - Diecezja Mar del Plata
  - Diecezja Nueve de Julio
  - Diecezja Quilmes
  - Diecezja Zárate-Campana

#### Metropolia Mendoza
- Archidiecezja Mendoza
  - Diecezja Neuquén
  - Diecezja San Rafael

#### Metropolia Mercedes-Luján
- Archidiecezja Mercedes-Luján
  - Diecezja Merlo-Moreno
  - Diecezja Nueve de Julio
  - Diecezja Zárate-Campana

#### Metropolia Paraná
- Archidiecezja Paraná
  - Diecezja Concordia
  - Diecezja Gualeguaychú

#### Metropolia Resistencia
- Archidiecezja Resistencia
  - Diecezja Formosa
  - Diecezja San Roque de Presidencia Roque Sáenz Peña

#### Metropolia Rosario
- Archidiecezja Rosario
  - Diecezja San Nicolás de los Arroyos
  - Diecezja Venado Tuerto

#### Metropolia Salta
- Archidiecezja Salta
  - Diecezja Catamarca
  - Diecezja Jujuy
  - Diecezja Orán
  - Prałatura terytorialna Cafayate
  - Prałatura terytorialna Humahuaca

#### Metropolia San Juan de Cuyo
- Archidiecezja San Juan de Cuyo
  - Diecezja La Rioja
  - Diecezja San Luis

#### Metropolia Santa Fe
- Archidiecezja Santa Fe de la Vera Cruz
  - Diecezja Rafaela
  - Diecezja Reconquista

#### Metropolia Tucumán
- Archidiecezja Tucumán
  - Diecezja Añatuya
  - Diecezja Concepción
  - Diecezja Santiago del Estero

#### Diecezje podległebezpośredniodoStolicy Apostolskiej
- Ordynariat Polowy Argentyny

### Obrządek wschodni
- Ordynariat dla wiernych obrządku wschodniego[1]

### Obrządek ormiański
- Eparchia św. Grzegorza z Nareku w Buenos Aires

### Obrządek melchicki
- Egzarchat apostolski Argentyny

### Obrządek maronicki
- Eparchia San Charbel w Buenos Aires[2]

### Obrządek bizantyjsko-ukraiński
- Eparchia Opieki Najświętszej Bogurodzicy w Buenos Aires[2]

## Boliwia

### Metropolia Cochabamby
- Archidiecezja Cochabamby
  - Diecezja Oruro
  - Prałatura terytorialna Aiquille

### Metropolia La Paz
- Archidiecezja La Paz
  - Diecezja Coroico
  - Diecezja El Alto
  - Prałatura terytorialna Corocoro

### Metropolia Santa Cruz de la Sierra
- Archidiecezja Santa Cruz de la Sierra
  - Diecezja San Ignacio de Velasco

### Metropolia Sucre
- Archidiecezja Sucre
  - Diecezja Potosí
  - Diecezja Tarija

### Jednostki terytorialne podległe bezpośrednio do Rzymu
- Wikariat apostolski Camiri
- Wikariat apostolski El Beni
- Wikariat apostolski Ñuflo de Chávez
- Wikariat apostolski Pando
- Wikariat apostolski Reyes
- Ordynariat Polowy Boliwii

## Brazylia

### Kościół katolicki obrządku łacińskiego

#### Metropolia Aparecida
- Archidiecezja Aparecida
  - Diecezja Caraguatatuba
  - Diecezja Lorena
  - Diecezja São José dos Campos
  - Diecezja Taubaté

#### Metropolia Aracaju
- Archidiecezja Aracaju
  - Diecezja Estância
  - Diecezja Propriá

#### Metropolia  Belém do Pará
- Archidiecezja Belém do Pará
  - Diecezja Abaetetuba
  - Diecezja Bragança do Pará
  - Diecezja Cametá
  - Diecezja Castanhal
  - Diecezja Macapá
  - Diecezja Marabá
  - Prałatura terytorialna Marajó
  - Diecezja Ponta de Pedras
  - Diecezja Santíssima Conceição do Araguaia

#### Metropolia Belo Horizonte
- Archidiecezja Belo Horizonte
  - Diecezja Divinópolis
  - Diecezja Luz
  - Diecezja Oliveira
  - Diecezja Sete Lagoas

#### Metropolia Botucatu
- Archidiecezja Botucatu
  - Diecezja Araçatuba
  - Diecezja Assis
  - Diecezja Bauru
  - Diecezja Lins
  - Diecezja Marília
  - Diecezja Ourinhos
  - Diecezja Presidente Prudente

#### Metropolia Brasília
- Archidiecezja Brasília
  - Diecezja Formosa
  - Diecezja Luziânia
  - Diecezja Uruaçu

#### Metropolia Campinas
- Archidiecezja Campinas
  - Diecezja Amparo
  - Diecezja Bragança Paulista
  - Diecezja Jaú
  - Diecezja Limeira
  - Diecezja Piracicaba
  - Diecezja São Carlos

#### Metropolia Campo Grande
- Archidiecezja Campo Grande
  - Diecezja Corumbá
  - Diecezja Coxim
  - Diecezja Dourados
  - Diecezja Jardim
  - Diecezja Naviraí
  - Diecezja Três Lagoas

#### Metropolia Cascavel
- Archidiecezja Cascavel
  - Diecezja Foz do Iguaçu
  - Diecezja Palmas-Francisco Beltrão
  - Diecezja Toledo

#### Metropolia Cuiabá
- Archidiecezja Cuiabá
  - Diecezja Barra do Garças
  - Diecezja Diamantino
  - Diecezja Juína
  - Diecezja Primavera do Leste–Paranatinga
  - Diecezja Rondonópolis–Guiratinga
  - Diecezja São Luíz de Cáceres
  - Prałatura terytorialna São Félix
  - Diecezja Sinop

#### Metropolia Curitiba
- Archidiecezja Curitiba
  - Diecezja Guarapuava
  - Diecezja Paranaguá
  - Diecezja Ponta Grossa
  - Diecezja São José dos Pinhais
  - Diecezja União da Vitória

#### Metropolia Diamantina
- Archidiecezja Diamantina
  - Diecezja Almenara
  - Diecezja Araçuaí
  - Diecezja Guanhães
  - Diecezja Teófilo Otoni

#### Metropolia Feira de Santana
- Archidiecezja Feira de Santana
  - Diecezja Barra
  - Diecezja Barreiras
  - Diecezja Bonfim
  - Diecezja Irecê
  - Diecezja Juazeiro
  - Diecezja Paulo Afonso
  - Diecezja Ruy Barbosa
  - Diecezja Serrinha

#### Metropolia Florianópolis
- Archidiecezja Florianópolis
  - Diecezja Blumenau
  - Diecezja Caçador
  - Diecezja Chapecó
  - Diecezja Criciúma
  - Diecezja Joaçaba
  - Diecezja Joinville
  - Diecezja Lages
  - Diecezja Rio do Sul
  - Diecezja Tubarão

#### Metropolia Fortaleza
- Archidiecezja Fortaleza
  - Diecezja Crateús
  - Diecezja Crato
  - Diecezja Iguatú
  - Diecezja Itapipoca
  - Diecezja Limoeiro do Norte
  - Diecezja Quixadá
  - Diecezja Sobral
  - Diecezja Tianguá

#### Metropolia Goiânia
- Archidiecezja Goiânia
  - Diecezja Anápolis
  - Diecezja Goiás
  - Diecezja Ipameri
  - Diecezja Itumbiara
  - Diecezja Jataí
  - Diecezja Rubiataba-Mozarlândia
  - Diecezja São Luís de Montes Belos

#### Metropolia Juiz de Fora
- Archidiecezja Juiz de Fora
  - Diecezja Leopoldina
  - Diecezja São João del Rei

#### Metropolia Londrina
- Archidiecezja Londrina
  - Diecezja Apucarana
  - Diecezja Cornélio Procópio
  - Diecezja Jacarezinho

#### Metropolia Maceió
- Archidiecezja Maceió
  - Diecezja Palmeira dos Índios
  - Diecezja Penedo

#### Metropolia Manaus
- Archidiecezja Manaus
  - Diecezja Alto Solimões
  - Prałatura terytorialna Borba
  - Diecezja Coari
  - Prałatura terytorialna Itacoatiara
  - Diecezja Parintins
  - Diecezja Roraimy
  - Diecezja São Gabriel da Cachoeira
  - Prałatura terytorialna Tefé

#### Metropolia Mariana
- Archidiecezja Mariana
  - Diecezja Caratinga
  - Diecezja Governador Valadares
  - Diecezja Itabira–Fabriciano

#### Metropolia Maringá
- Archidiecezja Maringá
  - Diecezja Campo Mourão
  - Diecezja Paranavaí
  - Diecezja Umuarama

#### Metropolia Montes Claros
- Archidiecezja Montes Claros
  - Diecezja Janaúba
  - Diecezja Januária
  - Diecezja Paracatu

#### Metropolia Natal
- Archidiecezja Natal
  - Diecezja Caicó
  - Diecezja Mossoró

#### Metropolia Niterói
- Archidiecezja Niterói
  - Diecezja Campos
  - Diecezja Nova Friburgo
  - Diecezja Petrópolis

#### Metropolia Olinda i Recife
- Archidiecezja Olinda i Recife
  - Diecezja Afogados da Ingazeira
  - Diecezja Caruaru
  - Diecezja Floresta
  - Diecezja Garanhuns
  - Diecezja Nazaré
  - Diecezja Palmares
  - Diecezja Pesqueira
  - Diecezja Petrolina
  - Diecezja Salgueiro

#### Metropolia Palmas
- Archidiecezja Palmas
  - Diecezja Cristalândia
  - Diecezja Miracema do Tocantins
  - Diecezja Porto Nacional
  - Diecezja Tocantinópolis

#### Metropolia Paraíba
- Archidiecezja Paraíba
  - Diecezja Cajazeiras
  - Diecezja Campina Grande
  - Diecezja Guarabira
  - Diecezja Patos

#### Metropolia Passo Fundo
- Archidiecezja Passo Fundo
  - Diecezja Erexim
  - Diecezja Frederico Westphalen
  - Diecezja Vacaria

#### Metropolia Pelotas
- Archidiecezja Pelotas
  - Diecezja Bagé
  - Diecezja Rio Grande

#### Metropolia Porto Alegre
- Archidiecezja Porto Alegre
  - Diecezja Caxias do Sul
  - Diecezja Montenegro
  - Diecezja Novo Hamburgo
  - Diecezja Osório

#### Metropolia Porto Velho
- Archidiecezja Porto Velho
  - Diecezja Cruzeiro do Sul
  - Diecezja Guajará-Mirim
  - Diecezja Humaitá
  - Diecezja Ji-Paraná
  - Prałatura terytorialna Lábrea
  - Diecezja Rio Branco

#### Metropolia Pouso Alegre
- Archidiecezja Pouso Alegre
  - Diecezja Campanha
  - Diecezja Guaxupé

#### Metropolia Ribeirão Preto
- Archidiecezja Ribeirão Preto
  - Diecezja Barretos
  - Diecezja Catanduva
  - Diecezja Franca
  - Diecezja Jaboticabal
  - Diecezja Jales
  - Diecezja São João da Boa Vista
  - Diecezja São José do Rio Preto
  - Diecezja Votuporanga

#### Metropolia Rio de Janeiro
- Archidiecezja São Sebastião do Rio de Janeiro
  - Diecezja Barra do Piraí-Volta Redonda
  - Diecezja Duque de Caxias
  - Diecezja Itaguaí
  - Diecezja Nova Iguaçu
  - Diecezja Valença

#### Metropolia São Luís do Maranhão
- Archidiecezja São Luís do Maranhão
  - Diecezja Bacabal
  - Diecezja Balsas
  - Diecezja Brejo
  - Diecezja Carolina
  - Diecezja Caxias do Maranhão
  - Diecezja Coroatá
  - Diecezja Grajaú
  - Diecezja Imperatriz
  - Diecezja Pinheiro
  - Diecezja Viana
  - Diecezja Zé-Doca

#### Metropolia São Paulo
- Archidiecezja São Paulo
  - Diecezja Campo Limpo
  - Diecezja Guarulhos
  - Diecezja Mogi das Cruzes
  - Diecezja Osasco
  - Diecezja Santo Amaro
  - Diecezja Santo André
  - Diecezja Santos
  - Diecezja São Miguel Paulista

#### Metropolia São Salvador da Bahia
- Archidiecezja São Salvador da Bahia[3]
  - Diecezja Alagoinhas
  - Diecezja Amargosa
  - Diecezja Camaçari
  - Diecezja Cruz das Almas
  - Diecezja Eunápolis
  - Diecezja Ilhéus
  - Diecezja Itabuna
  - Diecezja Teixeira de Freitas-Caravelas

#### Metropolia Santa Maria
- - Archidiecezja Santa Maria
  - Diecezja Cachoeira do Sul
  - Diecezja Cruz Alta
  - Diecezja Santa Cruz do Sul
  - Diecezja Santo Ângelo
  - Diecezja Uruguaiana

#### Metropolia Sorocaba
- Archidiecezja Sorocaba
  - Diecezja Itapetininga
  - Diecezja Itapeva
  - Diecezja Jundiaí
  - Diecezja Registro

#### Metropolia Santarém
- Archidiecezja Santarém
  - Diecezja Óbidos
  - Diecezja Xingu-Altamira
  - Prałatura terytorialna Alto Xingu-Tucumã
  - Prałatura terytorialna Itaituba

#### Metropolia Teresina
- Archidiecezja Teresina
  - Diecezja Bom Jesus do Gurguéia
  - Diecezja Campo Maior
  - Diecezja Floriano
  - Diecezja Oeiras
  - Diecezja Parnaíba
  - Diecezja Picos
  - Diecezja São Raimundo Nonato

#### Metropolia Uberaba
- Archidiecezja Uberaba
  - Diecezja Ituiutaba
  - Diecezja Patos de Minas
  - Diecezja Uberlândia

#### Metropolia Vitória
- Archidiecezja Vitória
  - Diecezja Cachoeiro de Itapemirim
  - Diecezja Colatina
  - Diecezja São Mateus

#### Metropolia Vitória da Conquista
- Archidiecezja Vitória da Conquista
  - Diecezja Bom Jesus da Lapa
  - Diecezja Caetité
  - Diecezja Jequié
  - Diecezja Livramento de Nossa Senhora

### Diecezje podległe bezpośrednio Stolicy Apostolskiej
- Apostolska administratura personalna Świętego Jana Marii Vianneya
- Ordynariat dla wiernych obrządków wschodnich w Brazylii
- Ordynariat Polowy Brazylii

### Kościół katolicki obrządku bizantyjsko-ukraińskiego
Metropolia św. Jana Chrzciciela w Kurytybie
- Archieparchia św. Jana Chrzciciela w Kurytybie
  - Eparchia Niepokalanego Poczęcia w Prudentópolis

### Kościół katolicki obrządku ormiańskiego
- Egzarchat apostolski Ameryki Łacińskiej i Meksyku

### Kościół maronicki
- Eparchia Matki Boskiej Libańskiej w São Paulo[4]

### Kościół melchicki
- Eparchia Nossa Senhora do Paraíso em São Paulo[4]

## Chile

### Metropolia Antofagasta
- Archidiecezja Antofagasta
  - Diecezja San Marcos de Arica
  - Diecezja Iquique
  - Diecezja San Juan Bautista de Calama

### Metropolia Concepción
- Archidiecezja Concepción
  - Diecezja Chillán
  - Diecezja Los Ángeles
  - Diecezja Temuco
  - Diecezja Valdivia
  - Diecezja Villarrica

### Metropolia La Serena
- Archidiecezja La Serena
  - Diecezja Copiapó
  - Prałatura terytorialna Illapel

### Metropolia Puerto Montt
- Archidiecezja Puerto Montt
  - Diecezja Osorno
  - Diecezja Punta Arenas
  - Diecezja Ancud

### Metropolia Santiago de Chile
- Archidiecezja Santiago de Chile
  - Diecezja Linares
  - Diecezja Melipilla
  - Diecezja Rancagua
  - Diecezja San Bernardo
  - Diecezja San Felipe
  - Diecezja Talca
  - Diecezja Valparaíso

### Diecezje podległe bezpośrednio doRzymu
- Ordynariat Polowy Chile
- Wikariat apostolski Aysén

## Ekwador

### Metropolia Cuenca
- Archidiecezja Cuenca
  - Diecezja Azogues
  - Diecezja Loja
  - Diecezja Machala

### Metropolia Guayaquil
- Archidiecezja Guayaquil
  - Diecezja Babahoyo
  - Diecezja San Jacinto

### Metropolia Portoviejo
- Archidiecezja Portoviejo
  - Diecezja Santo Domingo

### Metropolia Quito
- Archidiecezja Quito[5]
  - Diecezja Ambato
  - Diecezja Guaranda
  - Diecezja Ibarra
  - Diecezja Latacunga
  - Diecezja Riobamba
  - Diecezja Tulcán

### Diecezje podległe bezpośrednio doRzymu
- Ordynariat Polowy Ekwadoru
- Wikariat apostolski Aguarico
- Wikariat apostolski Esmeraldas
- Wikariat apostolski Galapagos
- Wikariat apostolski Méndez
- Wikariat apostolski Napo
- Wikariat apostolski Puyo
- Wikariat apostolski San Miguel de Sucumbíos
- Wikariat apostolski Zamora en Ecuador

## Faklandy
- Prefektura apostolska Falklandów

## Gujana Francuska
- Diecezja Kajenna (podległa pod metropolię Martyniki)

## Gujana
- Diecezja Georgetown (podległa pod metropolię Port of Spain)

## Kolumbia

### Obrządek łaciński

#### Metropolia Barranquilla
- Archidiecezja Barranquilla
  - Diecezja El Banco
  - Diecezja Riohacha
  - Diecezja Santa Marta
  - Diecezja Valledupar

#### Metropolia Bogota
- Archidiecezja Bogota
  - Diecezja Engativá
  - Diecezja Facatativá
  - Diecezja Fontibón
  - Diecezja Girardot
  - Diecezja Soacha
  - Diecezja Zipaquirá

#### Metropolia Bucaramanga
- Archidiecezja Bucaramanga
  - Diecezja Barrancabermeja
  - Diecezja Málaga-Soatá
  - Diecezja Socorro y San Gil
  - Diecezja Vélez

#### Metropolia Cali
- Archidiecezja Cali
  - Diecezja Buenaventura
  - Diecezja Buga
  - Diecezja Cartago
  - Diecezja Palmira

#### Metropolia Cartagena
- Archidiecezja Cartagena
  - Diecezja Magangué
  - Diecezja Montelibano
  - Diecezja Montería
  - Diecezja Sincelejo

#### Metropolia Florencia
- Archidiecezja Florencia
  - Diecezja Mocoa-Sibundoy
  - Diecezja San Vicente del Caguán

#### Metropolia Ibagué
- Archidiecezja Ibagué
  - Diecezja Espinal
  - Diecezja Garzón
  - Diecezja Líbano–Honda
  - Diecezja Neiva

#### Metropolia Manizales
- Archidiecezja Manizales
  - Diecezja Armenia
  - Diecezja La Dorada-Guaduas
  - Diecezja Pereira

#### Metropolia Medellín
- Archidiecezja Medellín
  - Diecezja Caldas
  - Diecezja Girardota
  - Diecezja Jericó
  - Diecezja Sonsón-Rionegro

#### Metropolia Nueva Pamplona
- Archidiecezja Nowa Pamplona
  - Diecezja Arauca
  - Diecezja Cúcuta
  - Diecezja Ocaña
  - Diecezja Tibú

#### Metropolia Popayán
- Archidiecezja Popayán
  - Diecezja Ipiales
  - Diecezja Mocoa-Sibundoy
  - Diecezja Pasto
  - Diecezja Tumaco

#### Metropolia Santa Fe de Antioquia
- Archidiecezja Santa Fe de Antioquia
  - Diecezja Apartadó
  - Diecezja Istmina-Tadó
  - Diecezja Quibdó
  - Diecezja Santa Rosa de Osos

#### Metropolia Tunja
- Archidiecezja Tunja
  - Diecezja Chiquinquirá
  - Diecezja Duitama-Sogamoso
  - Diecezja Garagoa
  - Diecezja Yopal

#### Metropolia Villavicencio
- Archidiecezja Villavicencio
  - Diecezja Granada en Colombia
  - Diecezja San José del Guaviare

#### Podległe bezpośrednio Stolicy Apostolskiej
- - Ordynariat Polowy Kolumbii
  - Wikariat apostolski Guapi
  - Wikariat apostolski Inírida
  - Wikariat apostolski Leticia
  - Wikariat apostolski Mitú
  - Wikariat apostolski Puerto Carreño
  - Wikariat apostolski Puerto Gaitán
  - Wikariat apostolski Puerto Leguízamo-Solano
  - Wikariat apostolski San Andrés i Providencia
  - Wikariat apostolski Tierradentro
  - Wikariat apostolski Trinidadu

### Obrządek maronicki
- - Egzarchat apostolski Kolumbii

## Paragwaj

### Metropolia Asunción
- Archidiecezja Asunción
  - Diecezja Benjamín Aceval
  - Diecezja Caacupé
  - Diecezja Caazapá
  - Diecezja Canindeyú
  - Diecezja Carapeguá
  - Diecezja Ciudad del Este
  - Diecezja Concepción en Paraguay
  - Diecezja Coronel Oviedo
  - Diecezja Encarnación
  - Diecezja San Juan Bautista de las Misiones
  - Diecezja San Lorenzo
  - Diecezja San Pedro
  - Diecezja Villarrica del Espíritu Santo

### Jednostki terytorialne podległebezpośredniodoRzymu
- Ordynariat Polowy Paragwaju
- Wikariat apostolski Pilcomayo
- Wikariat apostolski Chaco Paraguayo

## Peru

### Metropolia Arequipa
- Archidiecezja Arequipa
  - Diecezja Puno
  - Diecezja Tacna y Moquegua
  - Prałatura terytorialna Ayaviri
  - Prałatura terytorialna Chuquibamba
  - Prałatura terytorialna Juli

### Metropolia Ayacucho
- Archidiecezja Ayacucho
  - Diecezja Huancavélica
  - Prałatura terytorialna Caravelí

### Metropolia Cuzco
- Archidiecezja Cuzco
  - Diecezja Abancay
  - Prałatura terytorialna Chuquibambilla
  - Diecezja Sicuani

### Metropolia Huancayo
- Archidiecezja Huancayo
  - Diecezja Huánuco
  - Diecezja Tarma

### Metropolia Limy
- Archidiecezja Limy[6]
  - Diecezja Callao
  - Diecezja Carabayllo
  - Diecezja Chosica
  - Diecezja Huacho
  - Diecezja Ica
  - Diecezja Lurín
  - Prałatura terytorialna Yauyos

### Metropolia Piura
- Archidiecezja Piura
  - Diecezja Chachapoyas
  - Diecezja Chiclayo
  - Diecezja Chulucanas
  - Prałatura terytorialna Chota

### Metropolia Trujillo
- Archidiecezja Trujillo
  - Diecezja Cajamarca
  - Diecezja Chimbote
  - Diecezja Huaraz
  - Diecezja Huarí
  - Prałatura terytorialna Huamachuco
  - Prałatura terytorialna Moyobamba

### Diecezje podległe bezpośrednioRzymowi
- Ordynariat Polowy Peru
- Wikariat apostolski Iquitos
- Wikariat apostolski Jaén en Peru o San Francisco Javier
- Wikariat apostolski Pucallpa
- Wikariat apostolski Puerto Maldonado
- Wikariat apostolski Requena
- Wikariat apostolski San José de Amazonas
- Wikariat apostolski San Ramón
- Wikariat apostolski Yurimaguas

## Surinam
- Diecezja Paramaribo (podległa pod metropolię Port of Spain)

## Urugwaj

### Metropolia Montevideo
- Archidiecezja Montevideo
- Diecezja Canelones
- Diecezja Florida
- Diecezja Maldonado-Punta del Este-Minas
- Diecezja Melo
- Diecezja Mercedes
- Diecezja Salto
- Diecezja San José de Mayo
- Diecezja Tacuarembó

## Wenezuela

### Kościół katolicki obrządku łacińskiego

#### Metropolia Barquisimeto
- Archidiecezja Barquisimeto
  - Diecezja Acarigua–Araure
  - Diecezja Carora
  - Diecezja Guanare
  - Diecezja San Felipe

#### Metropolia Calabozo
- Archidiecezja Calabozo
  - Diecezja San Fernando de Apure
  - Diecezja Valle de la Pascua

#### Metropolia Caracas
- Archidiecezja Caracas
  - Diecezja Guarenas
  - Diecezja La Guaira
  - Diecezja Los Teques
  - Diecezja Petare

#### Metropolia Ciudad Bolívar
- Archidiecezja Ciudad Bolívar
  - Diecezja Ciudad Guayana
  - Diecezja Maturín

#### Metropolia Coro
- Archidiecezja Coro
  - Diecezja Punto Fijo

#### Metropolia Cumaná
- Archidiecezja Cumaná
  - Diecezja Barcelona
  - Diecezja Carúpano
  - Diecezja Margarita

#### Metropolia Maracaibo
- Archidiecezja Maracaibo
  - Diecezja Cabimas
  - Diecezja El Vigia-San Carlos del Zulia
  - Diecezja Guasdualito
  - Diecezja Machiques

#### Metropolia Mérida
- Archidiecezja Mérida
  - Diecezja Barinas
  - Diecezja San Cristóbal de Venezuela
  - Diecezja Trujillo

#### Metropolia Valencia en Venezuela
- Archidiecezja Valencia en Venezuela
  - Diecezja Maracay
  - Diecezja Puerto Cabello
  - Diecezja San Carlos de Venezuela

#### Diecezje podległebezpośredniodoRzymu
- Ordynariat Polowy Wenezueli
- Wikariat apostolski Caroní
- Wikariat apostolski Puerto Ayacucho
- Wikariat apostolski Tucupita

### Kościół katolicki obrządku grecko-melchickiego
- Egzarchat Apostolski Wenezueli (podległy bezpośrednio do Stolicy Apostolskiej)

### Kościół katolicki obrządku syryjskiego
- Egzarchat Apostolski Wenezueli (podległy bezpośrednio do Stolicy Apostolskiej)